# Ибн Абу Усайбиа
Ибн Абу́ Уса́йбиа (Ибн-Аби Оссейбия, Ибн-Аби-Осейб, араб. ابن أبي أُصَيْبِعَة‎; конец XII века, Каир, совр. Египет — 1269, Сальхад, совр. Сирия) — арабский врач и биограф арабских врачей, автор знаменитого сочинения «История врачей».

## Биография
Полное имя: Муваффак ад-Дин Абуль-Аббас Ахмад ибн Садид ад-Дин аль-Касим ибн Халифа ибн Юнус аль-Хазраджи аль-Ансари (араб. موفق الدين أبو العباس أحمد بن سديد الدين القاسم بن خليفة بن يونس الخزرجي الأنصاري‎).
Ибн Абу Усайбиа родился в знатной семье. Его дед и отец занимали, в качестве врачей, выдающиеся посты. Образование Ибн Абу Усайбиа получил в Египте и Сирии, где пользовался обществом знаменитого Абд аль-Латифа аль-Багдади, в 1227—1233 годах учился в Дамаске, где в 1234 году назначен главным врачом госпиталя; два года спустя стал придворным врачом эмира в Сальхаде (Сирия) и занимал эту должность до своей смерти (1269).
Известен составлением словаря знаменитых врачей мусульманского Востока, который лёг в основу известных трудов Ф. Вюстенфельда (Wüstenfeld, «Geschichte der arab. Aerzte u. Naturforscher», Геттинг. 1840) и Л. Леклера (Leclerc, «Histoire de la medecine arabe», Париж, 1876), равно как многочисленных отдельных очерков М. Штейншнейдера, Б. Р. Сангвинетти и др. Полное издание текста этого богатейшего источника по истории мусульманской культуры сделано Августом Мюллером (Каир, 1882; Кенигсберг, 1884).